# Синагога (Чечельник)
Синагога — юдейська хасидська релігійна споруда XVIII століття в місті Чечельник, Чечельницький район Вінницька область. Головним (західним) фасадом, що зберіг елементи оздоблення, будівля виходить на невелику вулицю (Калініна).
В 1910 році, крім Великої синагоги, тут було чотири клойза, кожен з яких мав своє «духовне правління». У 1919-му тут прокотився єврейський погром.
Під час Другої світової війни у Чечельницькому гетто були закатовані, померли від голоду і хвороб від 1200 до 1500 євреїв з самого містечка, найближчих сіл і депортовані євреї з Румунії. Після закриття в 1926 році синагога перебудована під меблевий магазин, а в роки незалежності України будівлю було передано у приватну власність.
Знаходиться в напівзруйнованому стані, обговорюється можливість відновлення будівлі.